# Puchar Bośni i Hercegowiny w piłce siatkowej mężczyzn
Puchar Bośni i Hercegowiny w piłce siatkowej mężczyzn – cykliczne krajowe rozgrywki sportowe, organizowane corocznie od 1994 r. przez Związek Piłki Siatkowej Bośni i Hercegowiny (Odbojkaški savez Bosne i Hercegovine) dla bośniackich męskich klubów siatkarskich.
W latach 1994–2001 istniały trzy oddzielne związki (z siedzibami w Sarajewie, Banja Luce i Mostarze), które organizowały oddzielne rozgrywki. CEV jednakże uznawał wyłącznie stowarzyszenie z siedzibą w Sarajewie. Od 2001 roku rozgrywki pucharowe zaczęły obejmować całą Federację Bośni i Hercegowiny, jednak nadal oddzielne rozgrywki odbywały się w ramach Republiki Serbskiej.
Od 2005 roku organizowany jest Puchar Bośni i Hercegowiny, w którym uczestniczą drużyny zarówno z Federacji Bośni i Hercegowiny, jak i z Republiki Serbskiej.

## Triumfatorzy

### Puchar Bośni i Hercegowiny (bez drużyn z Republiki Serbskiej)
| Sezon     | Miejsce finału | Zdobywca pucharu   | Finalista | Wynik finału |
| --------- | -------------- | ------------------ | --------- | ------------ |
| 1994      |                | OK Kakanj          |           |              |
| 1994/1995 |                | OK Kakanj          |           |              |
| 1995/1996 |                | OK Kakanj          |           |              |
| 1996/1997 |                | OK Kakanj          |           |              |
| 1997/1998 |                | OK Sinpos Sarajewo |           |              |
| 1998/1999 |                | OK Sinpos Sarajewo |           |              |
| 1999/2000 |                | OK Brčko           |           |              |
| 2000/2001 |                | OK Kakanj          |           |              |
| 2001/2002 |                | OK Kakanj          |           |              |
| 2002/2003 |                | OK Kakanj          |           |              |
| 2003/2004 | Sarajewo       | OK Kakanj          | OK Brčko  | 3:0          |
| 2004/2005 | Brczko         | OK Bosna Sarajewo  | OK Kakanj | 3:0          |

### Puchar Bośni i Hercegowiny (z drużynami z Republiki Serbskiej)
| Sezon     | Miejsce finału                                                          | Zdobywca pucharu                                                        | Finalista                                                               | Wynik finału                                                            |
| --------- | ----------------------------------------------------------------------- | ----------------------------------------------------------------------- | ----------------------------------------------------------------------- | ----------------------------------------------------------------------- |
| 2005/2006 | Modriča                                                                 | OK Kakanj                                                               | OK Modriča Optima                                                       | 3:1 (25:23, 22:25, 25:23, 26:24)                                        |
| 2006/2007 |                                                                         | OK Modriča Optima                                                       | OK Napredak Odžak                                                       | 3:1 (22:25, 25:23, 25:21, 25:18)                                        |
| 2007/2008 |                                                                         | OK Kakanj                                                               | OK Napredak Odžak                                                       | 3:1 (26:24, 25:21, 28:30, 25:20)                                        |
| 2008/2009 | Kakanj                                                                  | OK Kakanj                                                               | OK Napredak Odžak                                                       | 3:1 (25:20, 25:21, 20:25, 25:20)                                        |
| 2009/2010 | Odžak                                                                   | OK Kakanj                                                               | MOK Brčko-Jedinstvo                                                     | 3:0 (26:24, 25:7, 25:19)                                                |
| 2010/2011 | Kakanj                                                                  | OK Kakanj                                                               | OK Mladost Ražljevo                                                     | 3:0 (25:21, 25:21, 25:14)                                               |
| 2011/2012 |                                                                         | OK Kakanj                                                               | OK Modriča Optima                                                       | 3:0 (25:21, 25:19, 25:19)                                               |
| 2012/2013 | Brczko                                                                  | MOK Brčko-Jedinstvo                                                     | OK Bosna Kalesija                                                       | 3:0 (25:22, 25:18, 25:18)                                               |
| 2013/2014 | Brczko                                                                  | OK Mladost Brčko                                                        | MOK Brčko-Jedinstvo                                                     | 3:2 (25:23, 27:29, 25:21, 21:25, 15:10)                                 |
| 2014/2015 | Brczko                                                                  | OK Mladost Brčko                                                        | OK Radnik Bijeljina                                                     | 3:0 (25:17, 25:19, 25:18)                                               |
| 2015/2016 | Brczko                                                                  | OK Mladost Brčko                                                        | OK Kakanj 78                                                            | 3:0 (25:21, 26:24, 25:20)                                               |
| 2016/2017 | Brczko                                                                  | OK Mladost Brčko                                                        | HOK Domaljevac                                                          | 3:1 (25:22, 25:21, 22:25, 25:15)                                        |
| 2017/2018 | Kakanj                                                                  | OK Mladost Brčko                                                        | OK Borac Banja Luka                                                     | 3:0 (25:15, 25:18, 25:18)                                               |
| 2018/2019 | Brczko                                                                  | OK Mladost Brčko                                                        | OK Kakanj 78                                                            | 3:0 (25:18, 25:16, 28:26)                                               |
| 2019/2020 | Z powodu pandemii COVID-19 rozgrywki zostały przerwane i niedokończone. | Z powodu pandemii COVID-19 rozgrywki zostały przerwane i niedokończone. | Z powodu pandemii COVID-19 rozgrywki zostały przerwane i niedokończone. | Z powodu pandemii COVID-19 rozgrywki zostały przerwane i niedokończone. |
| 2020/2021 | Ražljevo                                                                | OK Mladost Brčko                                                        | HOK Domaljevac                                                          | 3:0 (25:19, 29:27, 25:17)                                               |
| 2021/2022 | Orašje                                                                  | OK Mladost Brčko                                                        | HOK Domaljevac                                                          | 3:1 (25:14, 25:19, 19:25, 25:20)                                        |
| 2022/2023 | Bijeljina                                                               | OK Radnik Bijeljina                                                     | HOK Domaljevac                                                          | 3:0 (25:16, 25:19, 25:19)                                               |
| 2023/2024 | Orašje                                                                  | OK Radnik Bijeljina                                                     | HOK Magic Ice Domaljevac                                                | 3:1 (25:17, 29:27, 18:25, 28:26)                                        |
| 2024/2025 | Odžak                                                                   | HOK Magic Ice Domaljevac                                                | OK Napredak Odžak                                                       | 3:0 (25:21, 25:19, 26:24)                                               |